# Olympische Winterspiele 2002/Skilanglauf

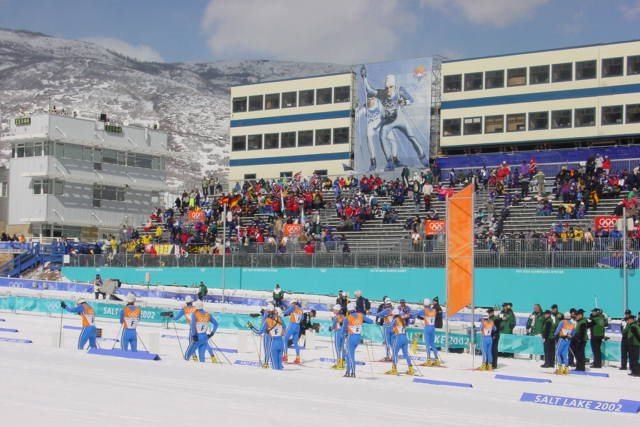
Skistadion Soldier Hollow

Bei den XIX. Olympischen Winterspielen 2002 in Salt Lake City fanden zwölf Wettbewerbe im Skilanglauf statt.
Austragungsort war das Soldier Hollow bei Midway. Das olympische Programm wurde im Vergleich zu den Spielen 1998 in Nagano um zwei Disziplinen erweitert. So kam für Frauen und Männer jeweils der Sprint hinzu.
Diese Spiele waren u. a. geprägt durch zahlreiche Dopingfälle bei den Langläufern. Der für Spanien startende Deutsche Johann Mühlegg hatte drei Goldmedaillen gewonnen, die er wegen nachgewiesenen Dopingmissbrauchs wieder abgeben musste. Außerdem handelte der immer als Sonderling hervorgetretene Mühlegg sich eine zweijährige Sperre ein. Gleich mehrere Medaillen wurden den Russinnen Larissa Lasutina und Olga Danilowa aberkannt. Sie erhielten erstmal für die weiteren Wettbewerbe der Spiele eine Sperre. Dies erhöhte die Chancen der anderen Teams in der Staffel und die deutschen Langläuferinnen gewannen schließlich olympisches Gold. Schon vor Beginn der Wettbewerbe waren die beiden österreichischen Langläufer Achim Walcher und Marc Mayer sowie deren Trainer Walter Mayer abgereist. In ihren Zimmern fand man anschließend mehrere Spritzen und Blutbeutel. Es kam zu einem Eklat, die Athleten wurden von den Spielen ausgeschlossen, ihr Trainer bis einschließlich zu den Olympischen Winterspielen 2010 gesperrt.

## Medaillenspiegel
| Platz | Land        | Gold | Silber | Bronze | Gesamt |
| ----- | ----------- | ---- | ------ | ------ | ------ |
| 1     | Norwegen    | 5    | 2      | 4      | 11     |
| 2     | Italien     | 2    | 2      | 2      | 6      |
| 3     | Russland    | 2    | 1      | 1      | 4      |
| 4     | Deutschland | 1    | 2      | 2      | 5      |
| 5     | Estland     | 1    | 1      | 1      | 3      |
| 6     | Österreich  | 1    | 1      | –      | 2      |
| 7     | Kanada      | 1    | –      | –      | 1      |
| 8     | Tschechien  | –    | 2      | –      | 2      |
| 9     | Schweden    | –    | –      | 1      | 1      |
| 9     | Schweiz     | –    | –      | 1      | 1      |

## Medaillengewinner
| Konkurrenz           | Gold                                                           | Silber                                                             | Bronze                                                             |
| -------------------- | -------------------------------------------------------------- | ------------------------------------------------------------------ | ------------------------------------------------------------------ |
| Sprint Freistil      | Tor Arne Hetland                                               | Peter Schlickenrieder                                              | Cristian Zorzi                                                     |
| 15 km klassisch      | Andrus Veerpalu                                                | Frode Estil                                                        | Jaak Mae                                                           |
| 2 × 10 km Verfolgung | Thomas Alsgaard Frode Estil                                    | –                                                                  | Per Elofsson                                                       |
| 30 km Massenstart    | Christian Hoffmann                                             | Michail Botwinow                                                   | Kristen Skjeldal                                                   |
| 50 km klassisch      | Michail Iwanow                                                 | Andrus Veerpalu                                                    | Odd-Bjørn Hjelmeset                                                |
| 4 × 10 km Staffel    | Thomas Alsgaard, Anders Aukland, Frode Estil, Kristen Skjeldal | Giorgio Di Centa, Fabio Maj, Pietro Piller Cottrer, Cristian Zorzi | Tobias Angerer, Jens Filbrich, Andreas Schlütter, René Sommerfeldt |

| Konkurrenz          | Gold                                                          | Silber                                                               | Bronze                                                                              |
| ------------------- | ------------------------------------------------------------- | -------------------------------------------------------------------- | ----------------------------------------------------------------------------------- |
| Sprint Freistil     | Julija Tschepalowa                                            | Evi Sachenbacher                                                     | Anita Moen                                                                          |
| 10 km klassisch     | Bente Skari                                                   | Julija Tschepalowa                                                   | Stefania Belmondo                                                                   |
| 2 × 5 km Verfolgung | Beckie Scott                                                  | Kateřina Neumannová                                                  | Viola Bauer                                                                         |
| 15 km Massenstart   | Stefania Belmondo                                             | Kateřina Neumannová                                                  | Julija Tschepalowa                                                                  |
| 30 km klassisch     | Gabriella Paruzzi                                             | Stefania Belmondo                                                    | Bente Skari                                                                         |
| 4 × 5 km Staffel    | Viola Bauer, Manuela Henkel, Claudia Künzel, Evi Sachenbacher | Marit Bjørgen, Anita Moen, Hilde Gjermundshaug Pedersen, Bente Skari | Brigitte Albrecht-Loretan, Andrea Huber, Natascia Leonardi Cortesi, Laurence Rochat |

## Ergebnisse Männer

### Sprint Freistil
| Platz | Land | Sportler              | Zeit (min)  |
| ----- | ---- | --------------------- | ----------- |
| 1     | NOR  | Tor Arne Hetland      | 2:56,9 (F)  |
| 2     | GER  | Peter Schlickenrieder | 2:57,0 (F)  |
| 3     | ITA  | Cristian Zorzi        | 2:57,2 (F)  |
| 4     | SWE  | Björn Lind            | 2:58,1 (F)  |
| 5     | ITA  | Freddy Schwienbacher  | 2:56,1 (KF) |
| 6     | NOR  | Trond Iversen         | 2:56,6 (KF) |
| 7     | GER  | Tobias Angerer        | 2:58,0 (KF) |
| 8     | FIN  | Hannu Manninen        | 2:59,5 (KF) |
| 9     | POL  | Janusz Krężelok       | 3:00,6 (HF) |
| 10    | CZE  | Martin Koukal         | 2:52,09 (Q) |
|       |      |                       |             |
| 12    | LIE  | Markus Hasler         | 2:53,74 (Q) |
| 19    | SUI  | Christoph Eigenmann   | 2:54,76 (Q) |
| 20    | GER  | René Sommerfeldt      | 2:54,87 (Q) |
| 23    | LIE  | Stephan Kunz          | 2:55,91 (Q) |
| 24    | AUT  | Reinhard Neuner       | 2:56,20 (Q) |

Datum: 19. Februar 2002, 09:30 Uhr 

Streckenlänge: 1480 m; Höhendifferenz: 32 m; Maximalanstieg: 14 m; Totalanstieg: 50 

71 Teilnehmer aus 36 Ländern, davon 69 in der Wertung. Disqualifiziert: Marc Mayer (AUT).
F = Finale; KF = Kleines Finale; HF = Halbfinale; Q = Qualifikation

### 15 km klassisch
| Platz | Land | Sportler              | Zeit (min) |
| ----- | ---- | --------------------- | ---------- |
| 1     | EST  | Andrus Veerpalu       | 37:07,4    |
| 2     | NOR  | Frode Estil           | 37:43,4    |
| 3     | EST  | Jaak Mae              | 37:50,8    |
| 4     | NOR  | Anders Aukland        | 38:03,3    |
| 5     | SWE  | Per Elofsson          | 38:10,8    |
| 6     | NOR  | Erling Jevne          | 38:13,6    |
| 7     | RUS  | Witali Denissow       | 38:17,9    |
| 8     | SWE  | Magnus Ingesson       | 38:38,5    |
| 9     | SUI  | Reto Burgermeister    | 38:38,5    |
| 10    | RUS  | Sergei Nowikow        | 38:38,5    |
|       |      |                       |            |
| 14    | GER  | Axel Teichmann        | 39:05,3    |
| 15    | GER  | Andreas Schlütter     | 39:19,2    |
| 23    | AUT  | Alexander Marent      | 39:36,2    |
| 33    | GER  | Jens Filbrich         | 39:57,0    |
| 41    | AUT  | Gerhard Urain         | 40:38,0    |
| 55    | GER  | Peter Schlickenrieder | 42:34,0    |

Datum: 12. Februar 2002, 12:00 Uhr 

Höhendifferenz: 123 m; Maximalanstieg: 51 m; Totalanstieg: 563 

67 Teilnehmer aus 26 Ländern, davon 66 in der Wertung.

### 2 × 10 km Verfolgung Freistil
| Platz | Land | Sportler              | Zeit (min) |
| ----- | ---- | --------------------- | ---------- |
| 1     | NOR  | Thomas Alsgaard       | 49:48,9    |
| 1     | NOR  | Frode Estil           | 49:48,9    |
| 3     | SWE  | Per Elofsson          | 49:52,9    |
| 4     | ITA  | Giorgio Di Centa      | 49:53,8    |
| 5     | RUS  | Witali Denissow       | 49:58,5    |
| 6     | ITA  | Pietro Piller Cottrer | 50:01,2    |
| 7     | NOR  | Anders Aukland        | 50:10,8    |
| 8     | EST  | Jaak Mae              | 50:12,1    |
| 9     | AUT  | Michail Botwinow      | 50:17,2    |
| 10    | GER  | René Sommerfeldt      | 50:22,7    |
|       |      |                       |            |
| 17    | GER  | Andreas Schlütter     | 50:48,2    |
| 23    | GER  | Tobias Angerer        | 50:57,9    |
| 26    | LIE  | Markus Hasler         | 51:14,3    |
| 38    | GER  | Axel Teichmann        | 52:00,4    |
| 40    | CHE  | Patrick Mächler       | 52:09,1    |
| 41    | CHE  | Reto Burgermeister    | 52:18,1    |
| 43    | LIE  | Stephan Kunz          | 52:21,2    |

Datum: 14. Februar 2002, 12:00 Uhr 

Höhenunterschied: 77 m; Maximalanstieg: 50 m; Totalanstieg: 408 m 

85 Teilnehmer aus 37 Ländern, davon 56 in der Wertung.
Johann Mühlegg (ESP) wurde die zunächst gewonnene Goldmedaille wegen Dopings aberkannt.

### 30 km Massenstart Freistil
| Platz | Land | Sportler              | Zeit (h)  |
| ----- | ---- | --------------------- | --------- |
| 1     | AUT  | Christian Hoffmann    | 1:11:31,0 |
| 2     | AUT  | Michail Botwinow      | 1:11:32,3 |
| 3     | NOR  | Kristen Skjeldal      | 1:11:42,7 |
| 4     | ITA  | Pietro Piller Cottrer | 1:11:42,8 |
| 5     | NOR  | Ole Einar Bjørndalen  | 1:11:44,5 |
| 6     | CZE  | Lukáš Bauer           | 1:12:22,3 |
| 7     | RUS  | Nikolai Bolschakow    | 1:12:50,6 |
| 8     | RUS  | Sergei Krjanin        | 1:12:52,0 |
| 9     | ITA  | Cristian Zorzi        | 1:13:10,0 |
| 10    | FRA  | Emmanuel Jonnier      | 1:13:15,1 |
|       |      |                       |           |
| 16    | GER  | René Sommerfeldt      | 1:13:55,8 |
| 19    | GER  | Axel Teichmann        | 1:14:23,8 |
| 23    | AUT  | Gerhard Urain         | 1:14:33,9 |
| 25    | LIE  | Markus Hasler         | 1:14:47,0 |
| 28    | SUI  | Patrick Mächler       | 1:15:03,4 |
| 31    | LIE  | Stephan Kunz          | 1:15:56,8 |
| 33    | GER  | Tobias Angerer        | 1:16:13,1 |
| 34    | SUI  | Gion-Andrea Bundi     | 1:16:19,6 |
| 38    | SUI  | Wilhelm Aschwanden    | 1:16:32,4 |
| 39    | SUI  | Patrick Rölli         | 1:16:36,5 |

Datum: 9. Februar 2002, 12:30 Uhr 

Höhenunterschied: 80 m; Maximalanstieg: 52 m; Totalanstieg: 1144 m 

78 Teilnehmer aus 31 Ländern, davon 68 in der Wertung.
Johann Mühlegg (ESP) wurde die zunächst gewonnene Goldmedaille wegen Dopings aberkannt.

### 50 km klassisch
| Platz | Land | Sportler            | Zeit (h)  |
| ----- | ---- | ------------------- | --------- |
| 1     | RUS  | Michail Iwanow      | 2:06:20,8 |
| 2     | EST  | Andrus Veerpalu     | 2:06:44,5 |
| 3     | NOR  | Odd-Bjørn Hjelmeset | 2:08:41,5 |
| 4     | GER  | Andreas Schlütter   | 2:08:54,8 |
| 5     | AUT  | Michail Botwinow    | 2:09:21,7 |
| 6     | JPN  | Hiroyuki Imai       | 2:09:41,3 |
| 7     | NOR  | Anders Aukland      | 2:10:05,7 |
| 8     | CZE  | Lukáš Bauer         | 2:10:41,9 |
| 9     | NOR  | Frode Estil         | 2:10:44,8 |
| 10    | NOR  | Erling Jevne        | 2:12:06,6 |
|       |      |                     |           |
| 21    | GER  | Jens Filbrich       | 2:15:44,8 |
| 32    | SUI  | Wilhelm Aschwanden  | 2:19:33,9 |
| 36    | LIE  | Markus Hasler       | 2:20:31,8 |
| 37    | SUI  | Reto Burgermeister  | 2:20:43,3 |
| 45    | SUI  | Patrick Rölli       | 2:24:34,4 |

Datum: 23. Februar 2002, 09:30 Uhr 

Höhenunterschied: 123 m; Maximalanstieg: 51 m; Totalanstieg: 1794 m 

61 Teilnehmer aus 24 Ländern, davon 57 in der Wertung.
Johann Mühlegg (ESP) wurde die zunächst gewonnene Goldmedaille wegen Dopings aberkannt.

### 4 × 10 km Staffel
| Platz | Land / Sportler                                                                             | Zeit                                                        |
| ----- | ------------------------------------------------------------------------------------------- | ----------------------------------------------------------- |
| 1     | Norwegen Thomas Alsgaard Frode Estil Kristen Skjeldal Anders Aukland                        | 1:32:45,6 h 24:27,4 min 24:22,9 min 22:10,5 min 21:44,7 min |
| 2     | Italien Pietro Piller Cottrer Cristian Zorzi Fabio Maj Giorgio Di Centa                     | 1:32:45,9 h 24:35,8 min 24:38,4 min 21:47,1 min 21:44,5 min |
| 3     | Deutschland René Sommerfeldt Tobias Angerer Andreas Schlütter Jens Filbrich                 | 1:33:34,5 h 24:39,9 min 24:21,4 min 22:12,4 min 22:20,8 min |
| 4     | Österreich Alexander Marent Michail Botwinow Gerhard Urain Christian Hoffmann               | 1:34:04,9 h 25:15,0 min 24:22,1 min 22:19,9 min 22:07,9 min |
| 5     | USA John Bauer Kris Freeman Justin Wadsworth Carl Swenson                                   | 1:34:05,5 h 24:40,9 min 24:34,9 min 22:40,7 min 22:09,0 min |
| 6     | Russland Sergei Nowikow Michail Iwanow Witali Denissow Nikolai Bolschakow                   | 1:34:50,2 h 25:17,6 min 24:14,3 min 22:34,9 min 22:43,3 min |
| 7     | Tschechien Martin Koukal Jiří Magál Lukáš Bauer Petr Michl                                  | 1:35:31,3 h 25:07,9 min 25:30,9 min 21:29,6 min 23:22,9 min |
| 8     | Frankreich Alexandre Rousselet Christophe Perrillat-Collomb Vincent Vittoz Emmanuel Jonnier | 1:35:50,8 h 24:57,3 min 25:31,9 min 22:01,3 min 23:20,3 min |
| 9     | Estland Raul Olle Andrus Veerpalu Jaak Mae Meelis Aasmäe                                    | 1:36:07,0 h                                                 |
| 10    | Schweiz Wilhelm Aschwanden Reto Burgermeister Patrick Mächler Gion-Andrea Bundi             | 1:37:26,4 h 25:54,9 min 25:09,4 min 23:05,5 min 23:16,6 min |
| 11    | Finnland Kuisma Taipale Karri Hietamäki Teemu Kattilakoski Sami Repo                        | 1:37:41,8 h                                                 |
| 12    | Japan Masaaki Kōzu Hiroyuki Imai Mitsuo Horigome Katsuhito Ebisawa                          | 1:37:50,5 h                                                 |
| 13    | Schweden Urban Lindgren Mathias Fredriksson Niklas Jonsson Morgan Göransson                 | 1:37:59,5 h                                                 |
| 14    | Kasachstan Andrei Golowko Pawel Rjabinin Nikolai Tschebotko Andrei Newsorow                 | 1:38:20,8 h                                                 |
| 15    | Belarus Raman Wiralajnen Mikalaj Semenjako Aljaksandr Sannikou Sjarhej Dalidowitsch         | 1:42:12,0 h                                                 |

Datum: 17. Februar 2002, 09:30 Uhr 

Höhenunterschied: 76 m (A) / 77 m (B); Maximalanstieg: 41 m (A) / 50 m (B); Totalanstieg: 392 m (A) / 408 m (B) 
;
15 Teams am Start, alle in der Wertung.

## Ergebnisse Frauen

### Sprint Freistil
| Platz | Land | Sportlerin         | Zeit (min)  |
| ----- | ---- | ------------------ | ----------- |
| 1     | RUS  | Julija Tschepalowa | 3:10,6 (F)  |
| 2     | GER  | Evi Sachenbacher   | 3:12,2 (F)  |
| 3     | NOR  | Anita Moen         | 3:12,7 (F)  |
| 4     | GER  | Claudia Künzel     | 3:13,3 (F)  |
| 5     | CAN  | Beckie Scott       | 3:24,9 (KF) |
| 6     | NOR  | Maj Helen Sorkmo   | 3:25,5 (KF) |
| 7     | SVN  | Andreja Mali       | 3:25,9 (KF) |
| 8     | ITA  | Gabriella Paruzzi  | 3:26,1 (KF) |
| 9     | CAN  | Sara Renner        | 3:20,0 (HF) |
| 10    | GER  | Anke Reschwamm     | 3:17,45 (Q) |
|       |      |                    |             |
| 15    | GER  | Manuela Henkel     | 3:16,89 (Q) |
| 27    | SUI  | Andrea Huber       | 3:22,18 (Q) |

Datum: 19. Februar 2002, 09:30 Uhr 

Streckenlänge: 1480 m; Höhendifferenz: 32 m; Maximalanstieg: 14 m; Totalanstieg: 50 

61 Teilnehmerinnen aus 23 Ländern, davon 57 in der Wertung.
F = Finale; KF = Kleines Finale; HF = Halbfinale; Q = Qualifikation

### 10 km klassisch
| Platz | Land | Sportlerin                   | Zeit (min) |
| ----- | ---- | ---------------------------- | ---------- |
| 1     | NOR  | Bente Skari                  | 28:05,6    |
| 2     | RUS  | Julija Tschepalowa           | 28:09,9    |
| 3     | ITA  | Stefania Belmondo            | 28:45,8    |
| 4     | CAN  | Beckie Scott                 | 28:49,2    |
| 5     | RUS  | Ljubow Jegorowa              | 28:50,7    |
| 6     | NOR  | Hilde Gjermundshaug Pedersen | 28:56,2    |
| 7     | FIN  | Satu Salonen                 | 29:02,3    |
| 8     | SVN  | Petra Majdič                 | 29:03,9    |
| 9     | NOR  | Anita Moen                   | 29:15,5    |
| 10    | GER  | Viola Bauer                  | 29:30,0    |
|       |      |                              |            |
| 15    | SUI  | Natascia Leonardi Cortesi    | 29:57,5    |
| 18    | GER  | Manuela Henkel               | 30:00,5    |

Datum: 12. Februar 2002, 09:00 Uhr 

Höhenunterschied: 119 m; Maximalanstieg: 70 m; Totalanstieg: 382 m 

61 Teilnehmerinnen aus 23 Ländern, davon 57 in der Wertung.
Wegen Dopings wurden Olga Danilowa die Silbermedaille und Larissa Lasutina (beide RUS) der vierte Platz aberkannt.

### 2 × 5 km Verfolgung Freistil
| Platz | Land | Sportlerin                | Zeit (min) |
| ----- | ---- | ------------------------- | ---------- |
| 1     | CAN  | Beckie Scott              | 25:09,9    |
| 2     | CZE  | Kateřina Neumannová       | 25:10,0    |
| 3     | GER  | Viola Bauer               | 25:11,1    |
| 4     | RUS  | Julija Tschepalowa        | 25:11,3    |
| 5     | RUS  | Nina Gawriljuk            | 25:13,5    |
| 6     | NOR  | Bente Skari               | 25:14,2    |
| 7     | SVN  | Petra Majdič              | 25:16,5    |
| 8     | ITA  | Gabriella Paruzzi         | 25:18,6    |
| 9     | ITA  | Sabina Valbusa            | 25:22,1    |
| 10    | UKR  | Iryna Terelja             | 25:33,6    |
|       |      |                           |            |
| 18    | GER  | Evi Sachenbacher          | 26:11,0    |
| 20    | GER  | Manuela Henkel            | 26:11,4    |
| 22    | SUI  | Laurence Rochat           | 26:11,8    |
| 29    | SUI  | Brigitte Albrecht-Loretan | 26:27,3    |

Datum: 15. Februar 2002, 09:00 Uhr 

Höhenunterschied: 76 m; Maximalanstieg: 41 m; Totalanstieg: 196 m 

73 Teilnehmerinnen aus 27 Ländern, davon 48 in der Wertung.
Olga Danilowa und Larissa Lasutina (beide RUS) wurden die Gold- bzw. Silbermedaille wegen Dopings aberkannt.

### 15 km Massenstart Freistil
| Platz | Land | Sportlerin                | Zeit (min) |
| ----- | ---- | ------------------------- | ---------- |
| 1     | ITA  | Stefania Belmondo         | 39:54,4    |
| 2     | CZE  | Kateřina Neumannová       | 40:01,3    |
| 3     | RUS  | Julija Tschepalowa        | 40:02,7    |
| 4     | FIN  | Kaisa Varis               | 40:04,1    |
| 5     | BLR  | Swetlana Nageikina        | 40:17,9    |
| 6     | ITA  | Gabriella Paruzzi         | 40:25,7    |
| 7     | EST  | Kristina Šmigun           | 40:33,6    |
| 8     | FRA  | Karine Philippot          | 40:38,6    |
| 9     | UKR  | Iryna Terelja             | 40:39,4    |
| 10    | ITA  | Sabina Valbusa            | 40:48,3    |
|       |      |                           |            |
| 12    | GER  | Evi Sachenbacher-Stehle   | 40:57,6    |
| 15    | SUI  | Natascia Leonardi Cortesi | 41:56,3    |
| 26    | GER  | Claudia Künzel            | 42:49,5    |
| 31    | SUI  | Brigitte Albrecht-Loretan | 42:54,4    |
| 35    | GER  | Anke Reschwamm            | 43:53,1    |

Datum: 9. Februar 2002, 09:00 Uhr 

Höhenunterschied: 80 m; Maximalanstieg: 52 m; Totalanstieg: 572 m 

60 Teilnehmerinnen aus 23 Ländern, davon 54 in der Wertung.
Larissa Lasutina (RUS) wurde die Silbermedaille wegen Dopings aberkannt.

### 30 km klassisch
| Platz | Land | Sportlerin                | Zeit (h)  |
| ----- | ---- | ------------------------- | --------- |
| 1     | ITA  | Gabriella Paruzzi         | 1:30:57,1 |
| 2     | ITA  | Stefania Belmondo         | 1:31:01,6 |
| 3     | NOR  | Bente Skari               | 1:31:36,3 |
| 4     | NOR  | Anita Moen                | 1:31:36,3 |
| 5     | UKR  | Walentyna Schewtschenko   | 1:33:03,1 |
| 6     | GER  | Viola Bauer               | 1:33:25,1 |
| 7     | EST  | Kristina Šmigun           | 1:33:52,7 |
| 8     | NOR  | Vibeke Skofterud          | 1:35:02,3 |
| 9     | RUS  | Julija Tschepalowa        | 1:35:37,4 |
| 10    | SUI  | Natascia Leonardi Cortesi | 1:35:46,8 |
|       |      |                           |           |
| 19    | SUI  | Laurence Rochat           | 1:38:24,2 |

Datum: 24. Februar 2002, 09:30 Uhr 

Höhenunterschied: 123 m; Maximalanstieg: 51 m; Totalanstieg: 1126 m 

49 Teilnehmerinnen aus 17 Ländern, davon 42 in der Wertung.

### 4 × 5 km Staffel
| Platz | Land / Sportlerinnen                                                                                 | Zeit (min)                              |
| ----- | --- | --------------------------------------- |
| 1     | Deutschland Manuela Henkel Viola Bauer Claudia Künzel Evi Sachenbacher                               | 49:30,6 13:01,8 12:58,0 11:47,7 11:43,1 |
| 2     | Norwegen Marit Bjørgen Bente Skari Hilde Gjermundshaug Pedersen Anita Moen                           | 49:31,9 13:15,9 12:41,2 11:41,0 11:53,8 |
| 3     | Schweiz Andrea Huber Laurence Rochat Brigitte Albrecht-Loretan Natascia Leonardi Cortesi             | 50:03,6 13:08,2 13:02,7 11:43,3 12:09,4 |
| 4     | Tschechien Helena Balatková Kamila Rajdlová Kateřina Neumannová Kateřina Hanušová                    | 50:35,2 13:33,6 13:24,6 11:26,4 12:10,6 |
| 5     | Belarus Alena Kaluhina Swetlana Nageikina Wera Sjatikowa Natalja Sjatikowa                           | 50:37,9 13:45,1 12:47,9 12:11,1 11:53,8 |
| 6     | Italien Marianna Longa Gabriella Paruzzi Sabina Valbusa Stefania Belmondo                            | 50:38,6 14:14,2 13:13,2 11:41,3 11:29,9 |
| 7     | Finnland Kati Sundqvist Satu Salonen Riitta-Liisa Lassila Kaisa Varis                                | 50:45,5 13:48,5 12:44,8 12:09,3 12:02,9 |
| 8     | Kanada Sara Renner Milaine Thériault Amanda Fortier Beckie Scott                                     | 50:49,6 13:19,8 13:39,7 12:10,7 11:39,4 |
| 9     | Slowenien Petra Majdič Teja Gregorin Andreja Mali Nataša Lačen                                       | 51:19,6                                 |
| 10    | Japan Kanoko Goto Madoka Natsumi Nobuko Fukuda Sumiko Yokoyama                                       | 51:35,7                                 |
| 11    | Kasachstan Swetlana Deschewych Jelena Wolodina-Antonowa Oxana Jazkaja Swetlana Malachowa-Schischkina | 51:52,2                                 |
| 12    | Schweden Lina Andersson Elin Ek Jenny Olsson Anna Olsson                                             | 52:40,4                                 |
| 13    | USA Wendy Wagner Nina Kemppel Barb Jones Aelin Peterson                                              | 53:23,4                                 |

Datum: 21. Februar 2002, 12:30 Uhr 

Höhenunterschied: 76 m (A) / 77 m (B); Maximalanstieg: 41 m (A) / 50 m (B); Totalanstieg: 196 m (A) / 204 m (B) 

13 Staffeln am Start, alle in der Wertung. Die gemeldeten Staffeln aus Russland und der Ukraine traten nicht an.